# Usť-ilimská vodní elektrárna

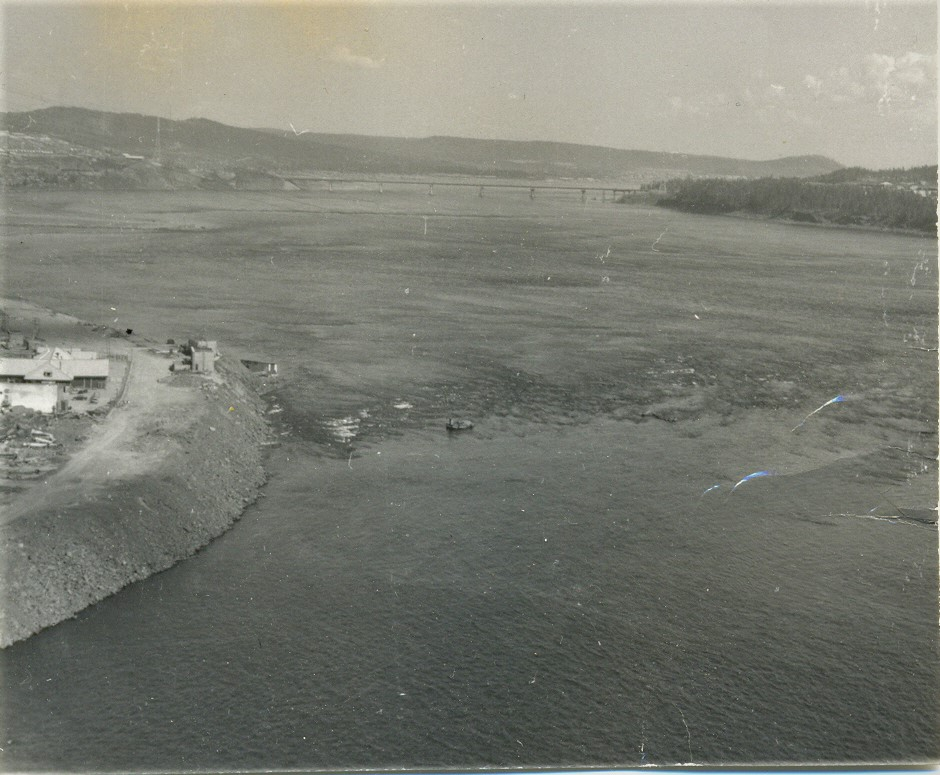
Pohled na Angaru z horní pracovní plošiny přehrady z výše 100 m (červenec 1978)

Usť-Ilimská vodní elektrárna  (rusky Усть-Илимская ГЭС) je vodní elektrárna na řece Angara v centrální části Sibiře. Byla vybudována jako třetí stupeň angarské kaskády po Irkutské a Bratské elektrárně. Je čtvrtou nejvýkonnější vodní elektrárnou v Rusku a v době uvedení do provozu byla šestou největší vodní elektrárnou na světě.

## Všeobecné informace
Stavba přehrady probíhala v letech 1963 - 1979. Usť-Ilimská přehradní nádrž se začala napouštět v říjnu 1974. První dodávka do elektrické sítě se uskutečnila v prosinci 1974.
Stavební celek obsahuje tyto části:
- gravitační betonová hráz o délce 1 475 m a výšce 105 m, s přelivovou části dlouhou 242 m
- levobřežní kamenný násep o délce 1 710 m a výšce 28 m
- pravobřežní hlinitopísčitý násep o délce 558 m a výšce 47 m
- těleso elektrárny při úpatí hráze o délce 440 m

Na spádu 91 m pracuje 16 Francisových turbín o hltnosti 315 m3/s, které pohání generátory o výkonu 16 x 240 MW. Celkový instalovaný výkon je tak 3 840 MW.
Spodní hladinu hydrodynamického výkonu určuje hladina hráze Bogučanské vodní elektrárny.
Průměrná roční výroba elektrické energie činí 21,7 miliard kWh.

## Historie
V roce 1959 vydal Státní ústav pro projektování elektráren a rozvoden v Moskvě příkaz ke studiu podmínek na řece Angara v místě sídla Nevon, pro vybudování sítě vysokonapěťového vedení k Bratské elektrárně. V září 1960 přijala Státní komise rozhodnutí vybudovat hydroenergetický stupeň 25 km pod soutokem Angary s Ilimem v zúžení říčního koryta u skalnatého břehu, nazývaném Tlustý mys.
22. srpna 1962 byl dán příkaz k zahájení přípravných prací.  V souladu s projektem byla výstavba hydroelektrárny Ust-Ilimsk rozdělena do dvou fází.
První fáze – přípravné práce a vybudování vysokonapěťového vedení do Bratsku v rozmezí let 1963 -1967. Během této doby byly vybudovány všechny pomocné provozy, sídla pro pracovníky a silniční spojení do Bratsku. V této době se také mění dřevěná vesnice Usť-Ilimsk do podoby stotisícového hlavního města nové správní jednotky.
Nepřetržitá silniční doprava byla započata v červnu 1966.
Začátek prací na samotném díle se datuje k březnu 1966. K prvnímu přehrazení Angary došlo v únoru 1967.
Druhá fáze – od roku 1967 do 1974. Od začátku vlastní výstavby díla po spuštění prvního hydroagregátu.
První kubík betonu pro těleso elektrárny byl položen 22. dubna 1968.
Ke druhému přehrazení Angary došlo 13. srpna 1968.
Plnění přehradního jezera započalo 3. října 1974 a trvalo do roku 1977.
První proud do veřejné sítě začala elektrárna dodávat 28. prosince 1974.
Třetí fáze - Zprovoznění elektrárny
V letech 1974 – 1977 byly každoročně zprovozněny 4 hydroenergetické jednotky. Na konci března 1979 byl připojen k síti poslední, šestnáctý generátor. Podle původního projektu mělo být zprovozněno celkem 18 jednotek o celkovém výkonu 4 320 MW. Usť-Ilimská přehrada byla v podstatě navržena jako nižší, vůči břehům zrcadlově převrácená kopie Bratské přehrady. Pozůstatkem změny projektu jsou dodnes polotovary ve formě návodných tunelů, přelivových uzávěrů a částí spirálových přívodů k agregátům.

## Souhrnné hodnocení
Napuštěním přehradní nádrže bylo zatopeno 155 000 ha zemědělské půdy. Před tím bylo přemístěno 14 200 lidí z 61 sídel o celkové obecní ploše 32 000 ha a bylo vytěženo 12 miliónů m3 lesa. Zemědělská půda v místních podmínkách představuje především louky, což se později projevilo v obtížném zásobování oblasti mlékem a masem. Tyto obtíže mělo vyřešit vybudování velkého zemědělského komplexu u sídla Keul, nacházejícího se zhruba 60 km pod hrází. Nakonec tento projekt nebyl dokončen kvůli zvýšení hladiny Bogučanské přehradní nádrže o 23 m oproti původnímu projektu.

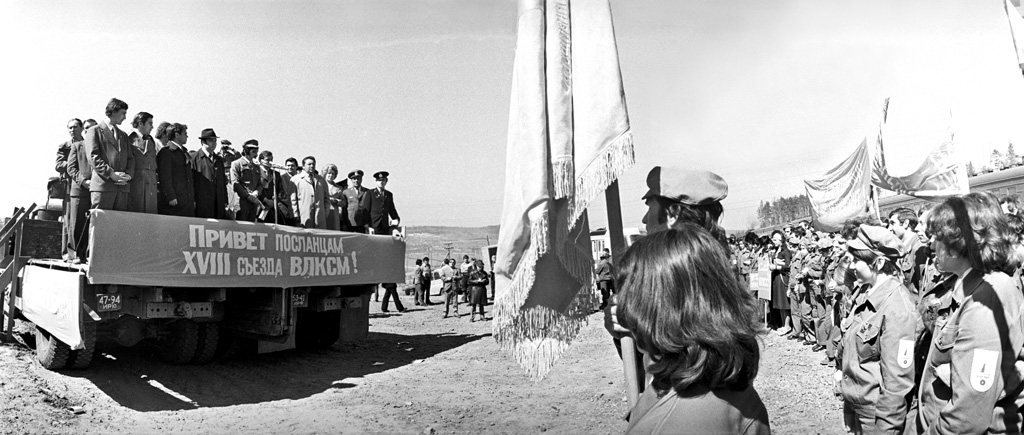
Příjezd brigád Komsomolu na stavbu Usť-Ilimské přehrady.

Usť-ilimské vodní dílo bylo posledním svého rozsahu v sovětské éře. Na rozdíl od velkých vodních děl v evropské části Ruska, nebyla na Sibiři hlavním lidským zdrojem otrocká práce vězňů, ale mnohonásobně vyšší mzdy v oblasti oproti celostátnímu průměru. Výraznou složkou pracovních sil byly i mládežnické brigády Komsomolu, ale i mládeže z ostatních zemí včetně Československa. Mimořádně krátké doby mezi vypracováním projektu a uvedením do provozu byly rovněž umožněny absencí ekologických aktivit a jiných diskusních komplikací, které v sovětském režimu nepřipadaly v úvahu.
Třebaže výkon elektrárny převyšuje výkon obou českých jaderných elektráren dohromady, v ruském měřítku představuje jenom několik procent potřeby země.
V roce 2012 vyrobila 32,3 % elektrické energie v Irkutské oblasti. Energie je využívána v místním dřevozpracujícím průmyslu a výrazným způsobem podporuje elektrickou soustavu střední Sibiře, jejímž nejvýraznějším odběratelem je energicky náročná produkce hliníku.